# Košarkaški klub MZT Skopje
Il K.K. MZT Skopje è una società cestistica, avente sede a Skopje, in Macedonia. Fondata nel 1966, gioca nel campionato macedone.

## Roster 2020-2021
| MZT Skopje | MZT Skopje    |
| Giocatori  | Staff tecnico |
| ---------- | ------------- |

| N. | Naz.                          | Ruolo | Nome                   | Anno | Alt.   | Peso   |  |
| -- | ----------------------------- | ----- | ---------------------- | ---- | ------ | ------ |  |
| 0  | Macedonia del Nord (bandiera) | C     | Bojan Krstevski        | 1989 | 208 cm | 100 kg |  |
| 1  | Stati Uniti (bandiera)        | G     | Hassani Gravett        | 1996 | 190 cm | 85 kg  |  |
| 4  | Macedonia del Nord (bandiera) | G     | Dimitar Ivanov         | 2003 | 196 cm | 74 kg  |  |
| 5  | Macedonia del Nord (bandiera) | G     | Kristijan Nikolov      | 1996 | 187 cm | 83 kg  |  |
| 6  | Stati Uniti (bandiera)        | G     | Frank Turner           | 1988 | 180 cm | 80 kg  |  |
| 7  | Stati Uniti (bandiera)        | AG    | Femi Olujobi           | 1996 | 206 cm | 114 kg |  |
| 9  | Macedonia del Nord (bandiera) | G     | Andrej Magdevski       | 1996 | 192 cm | 85 kg  |  |
| 10 | Macedonia del Nord (bandiera) | AP    | Adem Mekić             | 1995 | 197 cm | 91 kg  |  |
| 11 | Serbia (bandiera)             | C     | Andrija Bojić          | 1993 | 208 cm | 105 kg |  |
| 13 | Macedonia del Nord (bandiera) | AG    | Filip Bakoč            | 1996 | 204 cm | 103 kg |  |
| 19 | Macedonia del Nord (bandiera) | AP    | Damjan Stojanovski (C) | 1987 | 198 cm | 87 kg  |  |
| 21 | Croazia (bandiera)            | AG    | Ivan Karačić           | 1996 | 204 cm | 107 kg |  |

| Allenatore |
| - Darko Radulović |
| Assistente/i |
| - Vasko Atanasov - Teo Mitevski Legenda - (C) Capitano - (IN) Inattivo - Infortunato Roster Aggiornato al: aprile 2021 |

### Staff tecnico
| Allenatore: | Gjorgji Kočov |

## Cestisti
- Noah Dahlman 2012-2013

## Palmarès
- Campionato macedone: 10

2011-2012, 2012-2013, 2013-2014, 2014-2015, 2015-2016, 2016-2017, 2018-2019, 2020-2021, 2021-2022, 2022-2023, 2023-2024
- Coppa di Macedonia: 12

1996, 1997, 1999, 2000, 2012, 2013, 2014, 2016, 2018, 2021, 2023, 2024
- Supercoppa macedone: 3

2003, 2015, 2016